# Champfrémont
Champfrémont är en kommun i departementet Mayenne i regionen Pays de la Loire i nordvästra Frankrike. Kommunen ligger i kantonen Pré-en-Pail som tillhör arrondissementet Mayenne. År 2022 hade Champfrémont 282 invånare.

## Befolkningsutveckling
Antalet invånare i kommunen Champfrémont
| Referens: INSEE |